# Леонарди, Чезаре
Чезаре Леонарди (итал. Cesare Leonardi, 3 июня 1935, Модена, Эмилия-Романья — 4 февраля 2021, Модена, Эмилия-Романья) — итальянский скульптор.

## Биография
Учился во Флорентийском университете у Адальберто Либера, Людовико Куарони и Леонардо Савиоли. Окончил университет в 1970 году.
С 1959 по 1960 год стажировался в студии Марчелло Д’Оливо в Удине. В 1963 году открыл свою собственную студию с Франка Стаги.
Работы представлены в Музее современного искусства в Нью-Йорке, Музее Виктории и Альберта в Лондоне и Музее дизайна Vitra в Вайль-на-Рейне. Фотография позволила ему задокументировать, исследовать и спланировать свои будущие строительные проекты. В 1990 году он переехал в студию Viale Emilio Po в Модене, где сейчас хранится его полный архив.
После 2000 года он в основном посвятил себя фотографии, скульптуре и живописи. В 2011 году управляющий архивным наследием в Эмилии-Романье заявил, что архив Леонарди является «особенно важным культурным достоянием».

## Проекты
- Проект-победитель конкурса на создание парка в память бойцов Сопротивления (Модена, 1970), определяет непрерывную систему речных парков вдоль Секкьи и Панаро, территориальный парк к югу от города и три городских парка. В основу проекта были положены исследования деревьев (собранные в томе Архитектура деревьев, Маццотта, Милан, 1982) посредством масштабных чертежей различных видов деревьев, определения их происхождения и структуры, изучение цвета в разные сезоны, проекции теней в дни равноденствий и солнцестояний и в разное время суток.
- В плавательном центре Mirandola в 1975 году были рассмотрены темы, уже присутствующие в спортивном объекте Vignola, такие как использование открытого железобетона, включение в ландшафт, преемственность между внутренним и внешним пространством.
- Восстановление колледжа Сан-Карло в Модене в 1975 году (со строительством библиотеки, учебных комнат и офисов) и прилегающей церкви.
- Проект парка Амендола в Модене в начале 1980-х годов (соавт. Франк Стаги), авторы реализовали некоторые из предложений, запланированных для городского парка в память бойцов Сопротивления, организация сети дорожек, использование холмов, озера, рассадка деревьев.
- Разработка «центрированной ретикулярной структуры» на основе концепций сети, ткани, метаморфозы и цвета. На практике структура предлагает возможное роспись территории, географию знаков, где соблюдаются законы формирования и трансформации, а ритм задается комбинацией фигур, вставляемых через равные промежутки времени. Единственный образец выполнен для Bosco Albergati в Кастельфранко-Эмилия (Модена).
- В Лесном городе Альбергати запланировано расширение территории исторического леса устройством обширного парка, который является выражением временной динамики, которая отвергает идею неизменного и кристаллизованного проекта, определяя его возможное развитие и трансформации.